# Valbona (folyó)
A Valbona kb. 45 kilométer hosszú folyó Albánia északi részén, az Albán-Alpok legnagyobb folyóvize annak keleti vidékén, az Adriai-tengerbe tartó Drin jobb oldali mellékvize. Felső szakaszán található a Valbona-völgy Nemzeti Park, völgyének legnagyobb települése Bajram Curri.

## Földrajza
A Valbona forrásvidéke az Alija-hegy (Maja e Alijës, 2471 m) és a Paplluka-hegy (Maja e Papllukes, 2569 m) között húzódó Valbona-hágó (Qafa e Valbonës, 1795 m) közelében található, 1459 méteres tengerszint feletti magasságban. Az innen nyugati irányba tartó völgy felső szakasza típusos glaciális völgy, amely északi irányba domborodó félkörívet leírva fut a Keleti-Albán-Alpok 2200-2600 méter tengerszint feletti magashegyeitől közrezárva. A völgytalp Valbona település után délkeleti irányba fordulva elkeskenyedik, majd a folyó az 1-2 méter széles és több 10 méter mély Shoshani-szurdokvölgyön (Kanioni i Shoshanit) át lép ki a Tropojai-medencébe. A folyó Koçanajnál déli-délnyugati irányba fordulva, az Albán-Alpok keleti lábánál további 15 kilométert fut, mielőtt 154 méteres tengerszint feletti magasságban beletorkollik a Drinbe, pontosabban a Drinen kialakított Komani-tóba. Legnagyobb bal parti mellékvizei a Cerem, a Gash és a Bushtrica, jobb oldalról csupán kisebb időszakos vízfolyások táplálják.
A Valbona torkolatától, ahol egyúttal a fierzai kompkikötő is található, jó minőségű aszfaltút, az SH22-es jelű főút vezet Bajram Curriba, majd onnan egy aszfaltozott mellékrendű út visz végig a Valbona völgyén a forrásvidék közelében található Rragamig.

## Történelmi vonatkozásai
A Valbona folyó neve a római korra vezethető vissza, jelentése ’szép völgy’. Az illírek már a vaskorban benépesítették a folyó völgyét, megtelepedésük legkorábbi nyomai a bujani halomsírok, emellett erődített településeik voltak a mai Shoshannál (Gryka e Qytetit), Rosujánál és Selimajnál.
A hozzánk közelebbi évszázadokban a Valbona völgye a forrásvidéktől a torkolatig haladva a kelmendi, krasniqi és mërturi törzsek szállásterületéhez tartozott. A hagyományosan muzulmán felekezetű régió elzárt, nehezen megközelíthető területnek számított, elszigeteltségét az 1912-ben függetlenné vált Albániának a közelben meghúzott államhatára csak tovább növelte. A 20. század második felében, a kommunizmus éveiben közigazgatási központtá fejlesztették a folyó völgyében fekvő Kolgecajt (ma Bajram Curri, Tropoja község székhelye), majd 1971-ben a Valbona torkolatánál, a Drinen megindult egy duzzasztógát és a Párt Fénye Vízerőmű építése. Ezzel párhuzamosan a völgy felső szakaszában megindult az 1966-ban megalapított Valbona-völgy Nemzeti Park turisztikai, üdülőterületi fejlesztése is. Területén több karsztbarlang, forrás, vízesés, valamint kisebb gleccser- és karszttó található, napjainkra az ország egyik legkedveltebb hegyvidéki üdülőhelye.